# Kroatisch voetbalelftal (mannen)
Het Kroatisch voetbalelftal is een team van voetballers dat Kroatië vertegenwoordigt in internationale wedstrijden. Het team, dat wordt beheerd door de Kroatische voetbalbond, bestaat sinds 1990 en werd in de zomer van 1992 door de FIFA en de UEFA erkend, een jaar nadat de onafhankelijkheid van toenmalig Joegoslavië was uitgeroepen. Ook tijdens de Tweede Wereldoorlog bestond er een Kroatisch voetbalelftal.
Het team speelde zijn eerste competitiewedstrijden tijdens de kwalificatie voor het Europees kampioenschap voetbal 1996 in Engeland. Kroatië kwalificeerde zich, en kwam dus voor het eerst uit op een groot internationaal toernooi. Sindsdien hebben ze een belangrijke rol gespeeld in het internationale voetbal, met onder meer een derde plaats op het wereldkampioenschap voetbal 1998 onder leiding van topschutter Davor Šuker en een tweede plaats op het wereldkampioenschap voetbal 2018 onder leiding van Luka Modrić.

## Prestaties op eindrondes

### Wereldkampioenschap
| Wereldkampioenschap voetbal | Wereldkampioenschap voetbal    | Wereldkampioenschap voetbal    | Wereldkampioenschap voetbal    | Wereldkampioenschap voetbal    | Wereldkampioenschap voetbal    | Wereldkampioenschap voetbal    | Wereldkampioenschap voetbal    | Wereldkampioenschap voetbal    |
| Jaar                        | Ronde                          | Wed.                           | W                              | G                              | V                              | DV                             | DT                             | Kwal                           |
| --------------------------- | ------------------------------ | ------------------------------ | ------------------------------ | ------------------------------ | ------------------------------ | ------------------------------ | ------------------------------ | ------------------------------ |
| 1998                        | Derde                          | 7                              | 5                              | 0                              | 2                              | 11                             | 5                              | (Kwal.)                        |
| 2002                        | Groepsfase                     | 3                              | 1                              | 0                              | 2                              | 2                              | 3                              | (Kwal.)                        |
| 2006                        | Groepsfase                     | 3                              | 0                              | 2                              | 1                              | 2                              | 3                              | (Kwal.)                        |
| 2010                        | Niet gekwalificeerd            | Niet gekwalificeerd            | Niet gekwalificeerd            | Niet gekwalificeerd            | Niet gekwalificeerd            | Niet gekwalificeerd            | Niet gekwalificeerd            | Niet gekwalificeerd            |
| 2014                        | Groepsfase                     | 3                              | 1                              | 0                              | 2                              | 6                              | 6                              | (Kwal.)                        |
| 2018                        | Tweede                         | 7                              | 4                              | 2                              | 1                              | 14                             | 9                              | (Kwal.)                        |
| 2022                        | Derde                          | 7                              | 2                              | 4                              | 1                              | 8                              | 7                              | (Kwal)                         |
| 2026                        | Kwalificatie nog niet begonnen | Kwalificatie nog niet begonnen | Kwalificatie nog niet begonnen | Kwalificatie nog niet begonnen | Kwalificatie nog niet begonnen | Kwalificatie nog niet begonnen | Kwalificatie nog niet begonnen | Kwalificatie nog niet begonnen |
| Totaal                      | 6/7                            | 30                             | 13                             | 8                              | 9                              | 43                             | 33                             |                                |

### Europees kampioenschap
| Europees kampioenschap voetbal | Europees kampioenschap voetbal | Europees kampioenschap voetbal | Europees kampioenschap voetbal | Europees kampioenschap voetbal | Europees kampioenschap voetbal | Europees kampioenschap voetbal | Europees kampioenschap voetbal | Europees kampioenschap voetbal |
| Jaar                           | Ronde                          | Wed.                           | W                              | G                              | V                              | DV                             | DT                             | Kwal                           |
| ------------------------------ | ------------------------------ | ------------------------------ | ------------------------------ | ------------------------------ | ------------------------------ | ------------------------------ | ------------------------------ | ------------------------------ |
| 1996                           | Kwartfinale                    | 4                              | 2                              | 0                              | 2                              | 5                              | 5                              | (Kwal.)                        |
| 2000                           | Niet gekwalificeerd            | Niet gekwalificeerd            | Niet gekwalificeerd            | Niet gekwalificeerd            | Niet gekwalificeerd            | Niet gekwalificeerd            | Niet gekwalificeerd            | Niet gekwalificeerd            |
| 2004                           | Groepsfase                     | 3                              | 0                              | 2                              | 1                              | 4                              | 6                              | (Kwal.)                        |
| 2008                           | Kwartfinale                    | 4                              | 3                              | 1                              | 0                              | 5                              | 2                              | (Kwal.)                        |
| 2012                           | Groepsfase                     | 3                              | 1                              | 1                              | 1                              | 4                              | 3                              | (Kwal.)                        |
| 2016                           | Achtste finale                 | 4                              | 2                              | 1                              | 1                              | 5                              | 4                              | (Kwal.)                        |
| 2020                           | Achtste finale                 | 4                              | 1                              | 1                              | 2                              | 7                              | 8                              | (Kwal.)                        |
| 2024                           | Groepsfase                     | 3                              | 0                              | 2                              | 1                              | 3                              | 6                              | (Kwal.)                        |
| Totaal                         | 7                              | 25                             | 9                              | 8                              | 8                              | 33                             | 34                             |                                |

### UEFA Nations League
| 2018–19 | A | 9e  | 4 | 1 | 1 | 2 | 4  | 10 | Stabiel |
| 2020–21 | A | 12e | 6 | 1 | 0 | 5 | 9  | 16 | Stabiel |
| 2022–23 | A | 2e  | 8 | 5 | 2 | 1 | 12 | 8  | Stabiel |

## FIFA-wereldranglijst[1]
| 1993 | 1994 | 1995 | 1996 | 1997 | 1998 | 1999 | 2000 | 2001 | 2002 | 2003 | 2004 | 2005 | 2006 | 2007 | 2008 | 2009 | 2010 | 2011 | 2012 | 2013 | 2014 | 2015 | 2016 | 2017 | 2018 | 2019 | 2020 | 2021 | 2022 | 2023 | 2024 |
| ---- | ---- | ---- | ---- | ---- | ---- | ---- | ---- | ---- | ---- | ---- | ---- | ---- | ---- | ---- | ---- | ---- | ---- | ---- | ---- | ---- | ---- | ---- | ---- | ---- | ---- | ---- | ---- | ---- | ---- | ---- | ---- |
| 122  | 62   | 41   | 24   | 19   | 10   | 9    | 18   | 19   | 32   | 20   | 23   | 20   | 15   | 10   | 7    | 10   | 10   | 8    | 10   | 16   | 19   | 18   | 14   | 17   | 4    | 6    | 11   | 15   | 7    | 10   | 13   |

## Huidige selectie
De volgende spelers behoren tot de selectie voor het EK 2024.
Interlands en doelpunten bijgewerkt tot en met de wedstrijd tegen  Italië op 24 juni 2024.
| №           | Naam              | Wed. | Dlpnt. | Club              |
| ----------- | ----------------- | ---- | ------ | ----------------- |
| Doel        |                   |      |        |                   |
| 1           | Dominik Livaković | 57   | 0      | Fenerbahçe        |
| 23          | Ivica Ivušić      | 6    | 0      | Paphos            |
| 12          | Nediljko Labrović | 1    | 0      | HNK Rijeka        |
| Verdediging |                   |      |        |                   |
| 21          | Domagoj Vida      | 105  | 4      | AEK Athene        |
| 22          | Josip Juranović   | 39   | 0      | Union Berlin      |
| 4           | Joško Gvardiol    | 33   | 2      | Manchester City   |
| 19          | Borna Sosa        | 21   | 1      | Ajax              |
| 2           | Josip Stanišić    | 20   | 0      | Bayer Leverkusen  |
| 6           | Josip Šutalo      | 17   | 0      | Ajax              |
| 3           | Marin Pongračić   | 10   | 0      | Lecce             |
| 5           | Martin Erlić      | 9    | 0      | Sassuolo          |
| Middenveld  |                   |      |        |                   |
| 10          | Luka Modrić       | 178  | 26     | Real Madrid       |
| 8           | Mateo Kovačić     | 104  | 5      | Manchester City   |
| 11          | Marcelo Brozović  | 99   | 7      | Al-Nassr          |
| 15          | Mario Pašalić     | 66   | 10     | Atalanta Bergamo  |
| 13          | Nikola Vlašić     | 56   | 8      | Torino            |
| 7           | Lovro Majer       | 34   | 8      | VfL Wolfsburg     |
| 25          | Luka Sučić        | 10   | 0      | Red Bull Salzburg |
| 26          | Martin Baturina   | 4    | 0      | Dinamo Zagreb     |
| Aanval      |                   |      |        |                   |
| 14          | Ivan Perišić      | 134  | 33     | PSV               |
| 9           | Andrej Kramarić   | 96   | 29     | 1899 Hoffenheim   |
| 17          | Bruno Petković    | 40   | 11     | Dinamo Zagreb     |
| 20          | Marko Pjaca       | 26   | 1      | Rijeka            |
| 16          | Ante Budimir      | 24   | 3      | Osasuna           |
| 18          | Luka Ivanušec     | 22   | 2      | Feyenoord         |
| 24          | Marco Pašalić     | 5    | 0      | HNK Rijeka        |

## Bekende spelers
Een groot deel van onderstaande spelers komen voort uit de 'gouden generatie', zoals men het elftal noemde dat derde werd op het WK in 1998. In de troostfinale versloeg dit team Nederland met 2-1.

## Spelersrecords
De jongste speler die voor Kroatië speelde was Alen Halilović (16 jaar, 11 maanden en 23 dagen oud), terwijl de oudste Luka Modrić is (38 jaar, 6 maanden en 15 dagen).

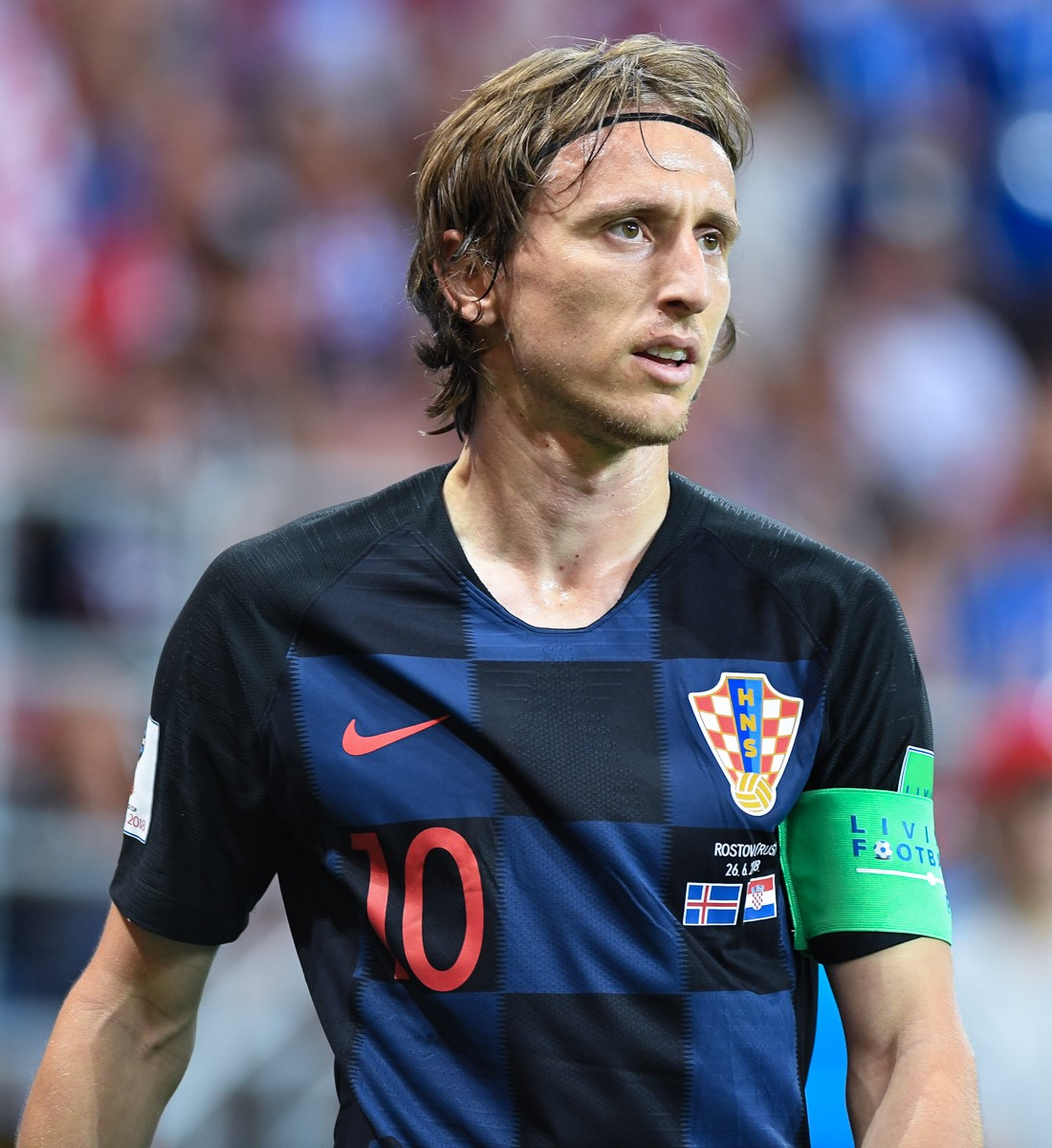
Luka Modrić heeft de meeste interlands gepeeld voor Kroatië

### Meeste interlands
|    | Naam            | Carrière   | Interlands | Doelpunten |
| -- | --------------- | ---------- | ---------- | ---------- |
| 1  | Luka Modrić     | 2006–heden | 178        | 26         |
| 2  | Ivan Perišić    | 2011–heden | 134        | 33         |
| 2  | Darijo Srna     | 2002–2016  | 134        | 22         |
| 4  | Stipe Pletikosa | 1999–2014  | 114        | 0          |
| 5  | Ivan Rakitić    | 2007–2019  | 106        | 15         |
| 5  | Domagoj Vida    | 2010–2024  | 105        | 4          |
| 6  | Josip Šimunić   | 2001–2013  | 105        | 3          |
| 8  | Ivica Olić      | 2002–2015  | 104        | 20         |
| 8  | Mateo Kovačić   | 2013–heden | 104        | 5          |
| 10 | Vedran Ćorluka  | 2006–2018  | 103        | 4          |

Vetgedrukte spelers zijn nog steeds actief als international.
Laatst bijgewerkt tot en met 24 juni 2024.

### Meeste doelpunten
|   | Naam             | Carrière  | Doelpunten | Interlands | Doelpunt/Interland |
| - | ---------------- | --------- | ---------- | ---------- | ------------------ |
| 1 | Davor Šuker      | 1990-2002 | 45         | 69         | 0,65               |
| 2 | Mario Mandžukić  | 2007-2018 | 33         | 89         | 0,37               |
| 2 | Ivan Perišić     | 2011-nu   | 33         | 134        | 0,25               |
| 4 | Eduardo da Silva | 2004-2014 | 29         | 64         | 0,45               |
| 4 | Andrej Kramarić  | 2014-nu   | 29         | 96         | 0,30               |
| 6 | Luka Modrić      | 2006-nu   | 26         | 178        | 0,15               |
| 7 | Darijo Srna      | 2002-2016 | 22         | 134        | 0,16               |
| 8 | Ivica Olić       | 2002-2015 | 20         | 104        | 0,19               |
| 9 | Niko Kranjčar    | 2004-2013 | 15         | 81         | 0,19               |
| 9 | Nikola Kalinić   | 2008-2018 | 15         | 42         | 0,36               |
| 9 | Goran Vlaović    | 1992-2002 | 15         | 52         | 0,29               |
| 9 | Ivan Rakitić     | 2007-2019 | 15         | 106        | 0,14               |

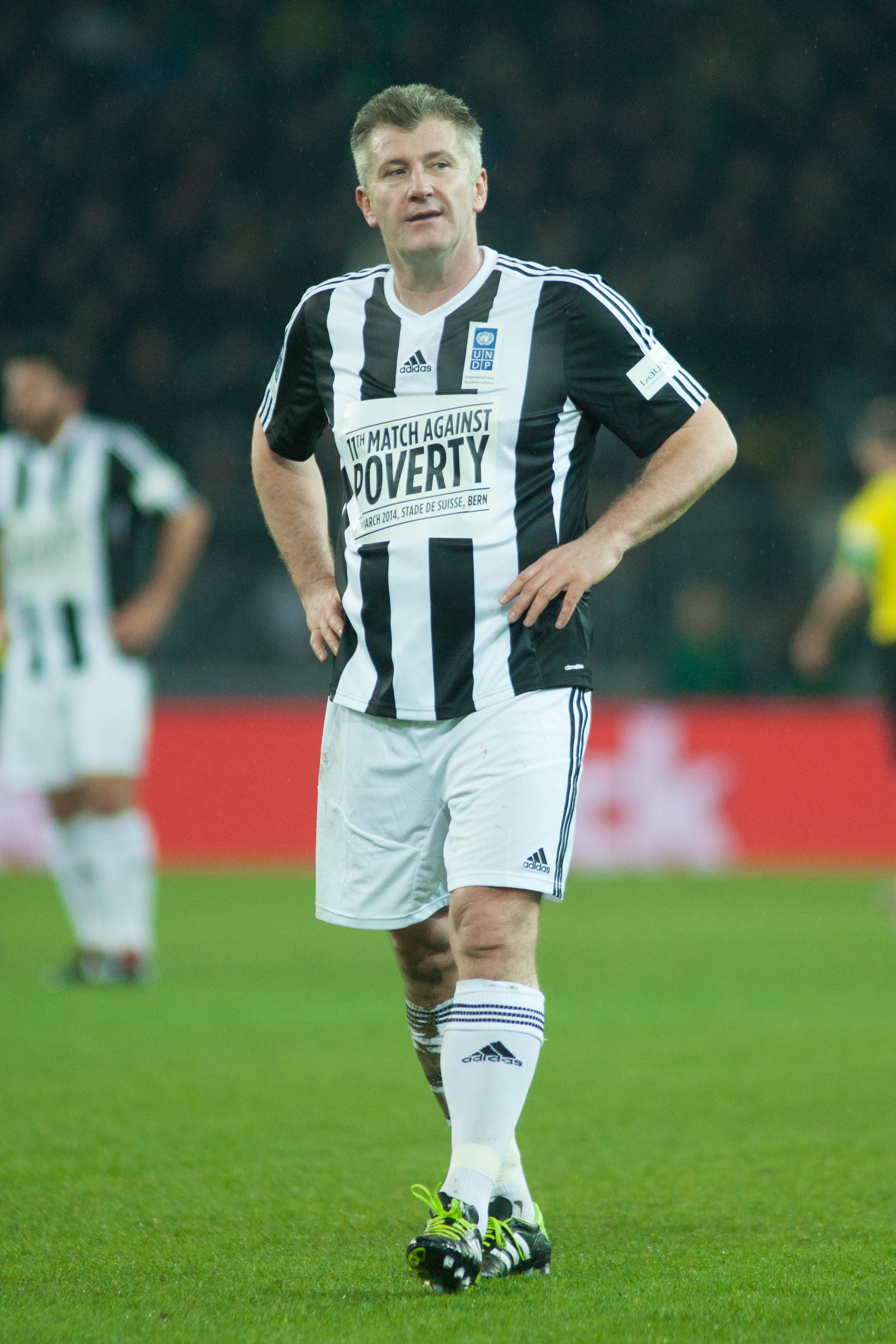
Davor Šuker heeft de meeste doelpunten gemaakt voor Kroatië

Vetgedrukte spelers zijn nog steeds actief als international.
Laatst bijgewerkt tot en met 24 juni 2024.

## Statistieken
- Bijgewerkt tot en met de EK-wedstrijd tegen  Italië (1–1) op 24 juni 2024.

### Van jaar tot jaar
| Jaar | Wedstrijden | Wedstrijden | Wedstrijden | Wedstrijden | Doelpunten | Doelpunten | Doelpunten | Punten |
| Jaar | Duels       | Winst       | Gelijk      | Verlies     | Voor       | Tegen      | Saldo      | Punten |
| ---- | ----------- | ----------- | ----------- | ----------- | ---------- | ---------- | ---------- | ------ |
| 1940 | 4           | 2           | 1           | 1           | 6          | 2          | +4         | 1.250  |
| 1941 | 3           | 1           | 1           | 1           | 7          | 8          | –1         | 1.000  |
| 1942 | 8           | 3           | 2           | 3           | 18         | 16         | +2         | 1.000  |
| 1943 | 3           | 2           | 0           | 1           | 4          | 2          | +2         | 1.333  |
| 1944 | 1           | 1           | 0           | 0           | 7          | 3          | +4         | 2.000  |
|      |             |             |             |             |            |            |            |        |
| 1956 | 1           | 1           | 0           | 0           | 5          | 2          | +3         | 2.000  |
|      |             |             |             |             |            |            |            |        |
| 1990 | 2           | 2           | 0           | 0           | 4          | 1          | +3         | 2.000  |
| 1991 | 1           | 1           | 0           | 0           | 1          | 0          | +1         | 2.000  |
| 1992 | 4           | 1           | 1           | 2           | 4          | 4          | 0          | 0.750  |
| 1993 | 1           | 1           | 0           | 0           | 3          | 1          | +2         | 2.000  |
| 1994 | 8           | 5           | 2           | 1           | 15         | 7          | +8         | 1.500  |
| 1995 | 7           | 4           | 2           | 1           | 16         | 4          | +12        | 1.429  |
| 1996 | 14          | 7           | 5           | 2           | 26         | 14         | +12        | 1.357  |
| 1997 | 10          | 4           | 4           | 2           | 19         | 16         | +3         | 1.200  |
| 1998 | 14          | 10          | 0           | 4           | 32         | 13         | +19        | 1.429  |
| 1999 | 13          | 3           | 6           | 4           | 14         | 18         | –4         | 0.923  |
| 2000 | 7           | 1           | 5           | 1           | 5          | 6          | –1         | 1.000  |
| 2001 | 11          | 6           | 4           | 1           | 20         | 8          | +12        | 1.455  |
| 2002 | 11          | 4           | 4           | 3           | 8          | 6          | +2         | 1.091  |
| 2003 | 12          | 7           | 3           | 2           | 19         | 9          | +10        | 1.417  |
| 2004 | 13          | 6           | 4           | 3           | 18         | 14         | +4         | 1.231  |
| 2005 | 10          | 5           | 4           | 1           | 19         | 9          | +10        | 1.400  |
| 2006 | 15          | 7           | 4           | 4           | 31         | 16         | +15        | 1.200  |
| 2007 | 11          | 9           | 1           | 1           | 25         | 9          | +16        | 1.727  |
| 2008 | 13          | 7           | 4           | 2           | 19         | 13         | +7         | 1.385  |
| 2009 | 9           | 7           | 1           | 1           | 21         | 12         | +9         | 1.667  |
| 2010 | 10          | 7           | 3           | 0           | 15         | 3          | +12        | 1.700  |
| 2011 | 11          | 6           | 3           | 2           | 17         | 8          | +9         | 1.364  |
| 2012 | 11          | 5           | 3           | 3           | 17         | 14         | +3         | 1.182  |
| 2013 | 12          | 6           | 2           | 4           | 17         | 11         | +5         | 1.167  |
| 2014 | 12          | 7           | 2           | 3           | 24         | 12         | +12        | 1.333  |
| 2015 | 8           | 5           | 2           | 1           | 17         | 5          | +12        | 1.500  |
| 2016 | 13          | 9           | 3           | 1           | 32         | 6          | +26        | 1.615  |
| 2017 | 12          | 5           | 4           | 3           | 13         | 10         | +3         | 1.167  |
| 2018 | 17          | 8           | 4           | 5           | 24         | 26         | -2         | 1.176  |
| 2019 | 10          | 6           | 2           | 2           | 20         | 10         | +10        | 1.400  |
| 2020 | 8           | 2           | 1           | 5           | 14         | 20         | -6         | 0.625  |
| 2021 | 16          | 8           | 4           | 4           | 29         | 14         | +15        | 1.250  |
| 2022 | 16          | 8           | 6           | 2           | 20         | 15         | +5         | 1.375  |
| 2023 | 10          | 6           | 2           | 2           | 17         | 6          | +11        | 1.400  |
| 2024 | 7           | 3           | 3           | 1           | 12         | 9          | +3         |        |

## Selecties

### Europees kampioenschap
| Selectie van Kroatië bij het Europees kampioenschap 1996 | Selectie van Kroatië bij het Europees kampioenschap 1996 | Selectie van Kroatië bij het Europees kampioenschap 1996 | Selectie van Kroatië bij het Europees kampioenschap 1996 | Selectie van Kroatië bij het Europees kampioenschap 1996 | Selectie van Kroatië bij het Europees kampioenschap 1996 | Selectie van Kroatië bij het Europees kampioenschap 1996 | Selectie van Kroatië bij het Europees kampioenschap 1996 | Selectie van Kroatië bij het Europees kampioenschap 1996 |
| №                                                        | Naam                                                     | Wed.                                                     | Dlpnt.                                                   | Club                                                     |                                                          |                                                          |                                                          |                                                          |
| -------------------------------------------------------- | -------------------------------------------------------- | -------------------------------------------------------- | -------------------------------------------------------- | -------------------------------------------------------- | -------------------------------------------------------- | -------------------------------------------------------- | -------------------------------------------------------- | -------------------------------------------------------- |
| Doel                                                     |                                                          |                                                          |                                                          |                                                          |                                                          |                                                          |                                                          |                                                          |
| 1                                                        | Dražen Ladić                                             | 23                                                       | 0                                                        | Croatia Zagreb                                           |                                                          |                                                          |                                                          |                                                          |
| 12                                                       | Marjan Mrmić                                             | 5                                                        | 0                                                        | Varteks Varazdin                                         |                                                          |                                                          |                                                          |                                                          |
| 22                                                       | Tonči Gabrić                                             | 7                                                        | 0                                                        | Hajduk Split                                             |                                                          |                                                          |                                                          |                                                          |
| Verdediging                                              |                                                          |                                                          |                                                          |                                                          |                                                          |                                                          |                                                          |                                                          |
| 2                                                        | Nikola Jurcevic                                          | 14                                                       | 2                                                        | SC Freiburg                                              |                                                          |                                                          |                                                          |                                                          |
| 4                                                        | Igor Štimac                                              | 17                                                       | 2                                                        | Derby County                                             |                                                          |                                                          |                                                          |                                                          |
| 5                                                        | Nikola Jerkan                                            | 20                                                       | 1                                                        | Real Oviedo                                              |                                                          |                                                          |                                                          |                                                          |
| 6                                                        | Slaven Bilić                                             | 21                                                       | 0                                                        | West Ham United                                          |                                                          |                                                          |                                                          |                                                          |
| 14                                                       | Zvonimir Soldo                                           | 11                                                       | 0                                                        | Croatia Zagreb                                           |                                                          |                                                          |                                                          |                                                          |
| 15                                                       | Dubravko Pavličić                                        | 16                                                       | 0                                                        | Hércules CF                                              |                                                          |                                                          |                                                          |                                                          |
| 18                                                       | Elvis Brajković                                          | 7                                                        | 2                                                        | 1860 München                                             |                                                          |                                                          |                                                          |                                                          |
| 20                                                       | Dario Šimić                                              | 2                                                        | 0                                                        | Croatia Zagreb                                           |                                                          |                                                          |                                                          |                                                          |
| Middenveld                                               |                                                          |                                                          |                                                          |                                                          |                                                          |                                                          |                                                          |                                                          |
| 3                                                        | Robert Jarni                                             | 20                                                       | 0                                                        | Real Betis                                               |                                                          |                                                          |                                                          |                                                          |
| 7                                                        | Aljoša Asanović                                          | 19                                                       | 1                                                        | Hajduk Split                                             |                                                          |                                                          |                                                          |                                                          |
| 8                                                        | Robert Prosinečki                                        | 13                                                       | 3                                                        | Barcelona                                                |                                                          |                                                          |                                                          |                                                          |
| 10                                                       | Zvonimir Boban                                           | 17                                                       | 3                                                        | AC Milan                                                 |                                                          |                                                          |                                                          |                                                          |
| 16                                                       | Mladen Mladenović                                        | 16                                                       | 3                                                        | Gamba Osaka                                              |                                                          |                                                          |                                                          |                                                          |
| Aanval                                                   |                                                          |                                                          |                                                          |                                                          |                                                          |                                                          |                                                          |                                                          |
| 9                                                        | Davor Šuker                                              | 19                                                       | 18                                                       | Sevilla                                                  |                                                          |                                                          |                                                          |                                                          |
| 11                                                       | Alen Bokšić                                              | 15                                                       | 1                                                        | Lazio Roma                                               |                                                          |                                                          |                                                          |                                                          |
| 13                                                       | Mario Stanić                                             | 8                                                        | 1                                                        | Club Brugge                                              |                                                          |                                                          |                                                          |                                                          |
| 17                                                       | Igor Pamić                                               | 2                                                        | 1                                                        | NK Osijek                                                |                                                          |                                                          |                                                          |                                                          |
| 19                                                       | Goran Vlaović                                            | 8                                                        | 4                                                        | Padova                                                   |                                                          |                                                          |                                                          |                                                          |
| 21                                                       | Igor Cvitanović                                          | 10                                                       | 3                                                        | Croatia Zagreb                                           |                                                          |                                                          |                                                          |                                                          |
| Bondscoach: Miroslav Blažević                            |                                                          |                                                          |                                                          |                                                          |                                                          |                                                          |                                                          |                                                          |

| Selectie van Kroatië bij het Europees kampioenschap 2004 | Selectie van Kroatië bij het Europees kampioenschap 2004 | Selectie van Kroatië bij het Europees kampioenschap 2004 | Selectie van Kroatië bij het Europees kampioenschap 2004 | Selectie van Kroatië bij het Europees kampioenschap 2004 | Selectie van Kroatië bij het Europees kampioenschap 2004 | Selectie van Kroatië bij het Europees kampioenschap 2004 | Selectie van Kroatië bij het Europees kampioenschap 2004 | Selectie van Kroatië bij het Europees kampioenschap 2004 |
| №                                                        | Naam                                                     | Wed.                                                     | Dlpnt.                                                   | Club                                                     |                                                          |                                                          |                                                          |                                                          |
| -------------------------------------------------------- | -------------------------------------------------------- | -------------------------------------------------------- | -------------------------------------------------------- | -------------------------------------------------------- | -------------------------------------------------------- | -------------------------------------------------------- | -------------------------------------------------------- | -------------------------------------------------------- |
| Doel                                                     |                                                          |                                                          |                                                          |                                                          |                                                          |                                                          |                                                          |                                                          |
| 1                                                        | Vladimir Vasilj                                          |                                                          |                                                          | NK Varteks                                               |                                                          |                                                          |                                                          |                                                          |
| 12                                                       | Tomislav Butina                                          |                                                          |                                                          | Club Brugge KV                                           |                                                          |                                                          |                                                          |                                                          |
| 23                                                       | Joey Didulica                                            |                                                          |                                                          | Austria Wien                                             |                                                          |                                                          |                                                          |                                                          |
| Verdediging                                              |                                                          |                                                          |                                                          |                                                          |                                                          |                                                          |                                                          |                                                          |
| 2                                                        | Mario Tokić                                              |                                                          |                                                          | Grazer AK                                                |                                                          |                                                          |                                                          |                                                          |
| 3                                                        | Josip Šimunić                                            |                                                          |                                                          | Hertha BSC                                               |                                                          |                                                          |                                                          |                                                          |
| 4                                                        | Stjepan Tomas                                            |                                                          |                                                          | Fenerbahçe                                               |                                                          |                                                          |                                                          |                                                          |
| 5                                                        | Igor Tudor                                               |                                                          |                                                          | Juventus                                                 |                                                          |                                                          |                                                          |                                                          |
| 6                                                        | Boris Živković                                           |                                                          |                                                          | VfB Stuttgart                                            |                                                          |                                                          |                                                          |                                                          |
| 13                                                       | Dario Šimić                                              |                                                          |                                                          | AC Milan                                                 |                                                          |                                                          |                                                          |                                                          |
| 14                                                       | Mato Neretljak                                           |                                                          |                                                          | Hajduk Split                                             |                                                          |                                                          |                                                          |                                                          |
| 21                                                       | Robert Kovač                                             |                                                          |                                                          | Bayern München                                           |                                                          |                                                          |                                                          |                                                          |
| Middenveld                                               |                                                          |                                                          |                                                          |                                                          |                                                          |                                                          |                                                          |                                                          |
| 7                                                        | Milan Rapaić                                             |                                                          |                                                          | AC Ancona                                                |                                                          |                                                          |                                                          |                                                          |
| 8                                                        | Darijo Srna                                              |                                                          |                                                          | Shakhtar Donetsk                                         |                                                          |                                                          |                                                          |                                                          |
| 10                                                       | Niko Kovač                                               |                                                          |                                                          | Hertha BSC                                               |                                                          |                                                          |                                                          |                                                          |
| 15                                                       | Jerko Leko                                               |                                                          |                                                          | Dinamo Kiev                                              |                                                          |                                                          |                                                          |                                                          |
| 16                                                       | Marko Babić                                              |                                                          |                                                          | Bayer Leverkusen                                         |                                                          |                                                          |                                                          |                                                          |
| 20                                                       | Giovanni Rosso                                           |                                                          |                                                          | Maccabi Haifa                                            |                                                          |                                                          |                                                          |                                                          |
| 22                                                       | Nenad Bjelica                                            |                                                          |                                                          | 1. FC Kaiserslautern                                     |                                                          |                                                          |                                                          |                                                          |
| Aanval                                                   |                                                          |                                                          |                                                          |                                                          |                                                          |                                                          |                                                          |                                                          |
| 9                                                        | Dado Pršo                                                |                                                          |                                                          | AS Monaco                                                |                                                          |                                                          |                                                          |                                                          |
| 11                                                       | Tomo Šokota                                              |                                                          |                                                          | SL Benfica                                               |                                                          |                                                          |                                                          |                                                          |
| 17                                                       | Ivan Klasnić                                             |                                                          |                                                          | Werder Bremen                                            |                                                          |                                                          |                                                          |                                                          |
| 18                                                       | Ivica Olić                                               |                                                          |                                                          | CSKA Moskou                                              |                                                          |                                                          |                                                          |                                                          |
| 19                                                       | Ivica Mornar                                             |                                                          |                                                          | Portsmouth                                               |                                                          |                                                          |                                                          |                                                          |
| Bondscoach: Otto Barić                                   |                                                          |                                                          |                                                          |                                                          |                                                          |                                                          |                                                          |                                                          |

| Selectie van Kroatië bij het Europees kampioenschap 2008 | Selectie van Kroatië bij het Europees kampioenschap 2008 | Selectie van Kroatië bij het Europees kampioenschap 2008 | Selectie van Kroatië bij het Europees kampioenschap 2008 | Selectie van Kroatië bij het Europees kampioenschap 2008 | Selectie van Kroatië bij het Europees kampioenschap 2008 | Selectie van Kroatië bij het Europees kampioenschap 2008 | Selectie van Kroatië bij het Europees kampioenschap 2008 | Selectie van Kroatië bij het Europees kampioenschap 2008 |
| №                                                        | Naam                                                     | Wed.                                                     | Dlpnt.                                                   | Club                                                     |                                                          |                                                          |                                                          |                                                          |
| -------------------------------------------------------- | -------------------------------------------------------- | -------------------------------------------------------- | -------------------------------------------------------- | -------------------------------------------------------- | -------------------------------------------------------- | -------------------------------------------------------- | -------------------------------------------------------- | -------------------------------------------------------- |
| Doel                                                     |                                                          |                                                          |                                                          |                                                          |                                                          |                                                          |                                                          |                                                          |
| 1                                                        | Stipe Pletikosa                                          |                                                          |                                                          | Spartak Moskou                                           |                                                          |                                                          |                                                          |                                                          |
| 12                                                       | Mario Galinović                                          |                                                          |                                                          | Panathinaikos                                            |                                                          |                                                          |                                                          |                                                          |
| 23                                                       | Vedran Runje                                             |                                                          |                                                          | RC Lens                                                  |                                                          |                                                          |                                                          |                                                          |
| Verdediging                                              |                                                          |                                                          |                                                          |                                                          |                                                          |                                                          |                                                          |                                                          |
| 2                                                        | Dario Šimić                                              |                                                          |                                                          | AC Milan                                                 |                                                          |                                                          |                                                          |                                                          |
| 3                                                        | Josip Šimunić                                            |                                                          |                                                          | Hertha BSC                                               |                                                          |                                                          |                                                          |                                                          |
| 4                                                        | Robert Kovač                                             |                                                          |                                                          | Borussia Dortmund                                        |                                                          |                                                          |                                                          |                                                          |
| 5                                                        | Vedran Ćorluka                                           |                                                          |                                                          | Manchester City                                          |                                                          |                                                          |                                                          |                                                          |
| 6                                                        | Hrvoje Vejić                                             |                                                          |                                                          | Tom Tomsk                                                |                                                          |                                                          |                                                          |                                                          |
| 15                                                       | Dario Knežević                                           |                                                          |                                                          | AS Livorno                                               |                                                          |                                                          |                                                          |                                                          |
| Middenveld                                               |                                                          |                                                          |                                                          |                                                          |                                                          |                                                          |                                                          |                                                          |
| 7                                                        | Ivan Rakitić                                             |                                                          |                                                          | FC Schalke 04                                            |                                                          |                                                          |                                                          |                                                          |
| 8                                                        | Ognjen Vukojević                                         |                                                          |                                                          | Dinamo Zagreb                                            |                                                          |                                                          |                                                          |                                                          |
| 10                                                       | Niko Kovač                                               |                                                          |                                                          | Red Bull Salzburg                                        |                                                          |                                                          |                                                          |                                                          |
| 11                                                       | Darijo Srna                                              |                                                          |                                                          | Shakhtar Donetsk                                         |                                                          |                                                          |                                                          |                                                          |
| 13                                                       | Nikola Pokrivač                                          |                                                          |                                                          | AS Monaco                                                |                                                          |                                                          |                                                          |                                                          |
| 14                                                       | Luka Modrić                                              |                                                          |                                                          | Dinamo Zagreb                                            |                                                          |                                                          |                                                          |                                                          |
| 16                                                       | Jerko Leko                                               |                                                          |                                                          | AS Monaco                                                |                                                          |                                                          |                                                          |                                                          |
| 19                                                       | Niko Kranjčar                                            |                                                          |                                                          | Portsmouth                                               |                                                          |                                                          |                                                          |                                                          |
| 22                                                       | Danijel Pranjić                                          |                                                          |                                                          | sc Heerenveen                                            |                                                          |                                                          |                                                          |                                                          |
| Aanval                                                   |                                                          |                                                          |                                                          |                                                          |                                                          |                                                          |                                                          |                                                          |
| 9                                                        | Nikola Kalinić                                           |                                                          |                                                          | Hajduk Split                                             |                                                          |                                                          |                                                          |                                                          |
| 17                                                       | Ivan Klasnić                                             |                                                          |                                                          | Werder Bremen                                            |                                                          |                                                          |                                                          |                                                          |
| 18                                                       | Ivica Olić                                               |                                                          |                                                          | Hamburger SV                                             |                                                          |                                                          |                                                          |                                                          |
| 20                                                       | Igor Budan                                               |                                                          |                                                          | Parma                                                    |                                                          |                                                          |                                                          |                                                          |
| 21                                                       | Mladen Petrić                                            |                                                          |                                                          | Borussia Dortmund                                        |                                                          |                                                          |                                                          |                                                          |
| Bondscoach: Slaven Bilić                                 |                                                          |                                                          |                                                          |                                                          |                                                          |                                                          |                                                          |                                                          |

| Selectie van Kroatië bij het Europees kampioenschap 2012 | Selectie van Kroatië bij het Europees kampioenschap 2012 | Selectie van Kroatië bij het Europees kampioenschap 2012 | Selectie van Kroatië bij het Europees kampioenschap 2012 | Selectie van Kroatië bij het Europees kampioenschap 2012 | Selectie van Kroatië bij het Europees kampioenschap 2012 | Selectie van Kroatië bij het Europees kampioenschap 2012 | Selectie van Kroatië bij het Europees kampioenschap 2012 | Selectie van Kroatië bij het Europees kampioenschap 2012 |
| №                                                        | Naam                                                     | Wed.                                                     | Dlpnt.                                                   | Club                                                     |                                                          |                                                          |                                                          |                                                          |
| -------------------------------------------------------- | -------------------------------------------------------- | -------------------------------------------------------- | -------------------------------------------------------- | -------------------------------------------------------- | -------------------------------------------------------- | -------------------------------------------------------- | -------------------------------------------------------- | -------------------------------------------------------- |
| Doel                                                     |                                                          |                                                          |                                                          |                                                          |                                                          |                                                          |                                                          |                                                          |
| 1                                                        | Stipe Pletikosa                                          |                                                          |                                                          | FK Rostov                                                |                                                          |                                                          |                                                          |                                                          |
| 12                                                       | Ivan Kelava                                              |                                                          |                                                          | Dinamo Zagreb                                            |                                                          |                                                          |                                                          |                                                          |
| 23                                                       | Danijel Subašić                                          |                                                          |                                                          | AS Monaco                                                |                                                          |                                                          |                                                          |                                                          |
| Verdediging                                              |                                                          |                                                          |                                                          |                                                          |                                                          |                                                          |                                                          |                                                          |
| 2                                                        | Ivan Strinić                                             |                                                          |                                                          | Dnipro Dnipropetrovsk                                    |                                                          |                                                          |                                                          |                                                          |
| 3                                                        | Josip Šimunić                                            |                                                          |                                                          | Dinamo Zagreb                                            |                                                          |                                                          |                                                          |                                                          |
| 4                                                        | Jurica Buljat                                            |                                                          |                                                          | Maccabi Haifa                                            |                                                          |                                                          |                                                          |                                                          |
| 5                                                        | Vedran Ćorluka                                           |                                                          |                                                          | Bayer Leverkusen                                         |                                                          |                                                          |                                                          |                                                          |
| 11                                                       | Darijo Srna                                              |                                                          |                                                          | Shakhtar Donetsk                                         |                                                          |                                                          |                                                          |                                                          |
| 13                                                       | Gordon Schildenfeld                                      |                                                          |                                                          | Eintracht Frankfurt                                      |                                                          |                                                          |                                                          |                                                          |
| 15                                                       | Šime Vrsaljko                                            |                                                          |                                                          | Dinamo Zagreb                                            |                                                          |                                                          |                                                          |                                                          |
| 21                                                       | Domagoj Vida                                             |                                                          |                                                          | Dinamo Zagreb                                            |                                                          |                                                          |                                                          |                                                          |
| Middenveld                                               |                                                          |                                                          |                                                          |                                                          |                                                          |                                                          |                                                          |                                                          |
| 6                                                        | Danijel Pranjić                                          |                                                          |                                                          | Bayern München                                           |                                                          |                                                          |                                                          |                                                          |
| 7                                                        | Ivan Rakitić                                             |                                                          |                                                          | Sevilla FC                                               |                                                          |                                                          |                                                          |                                                          |
| 8                                                        | Ognjen Vukojević                                         |                                                          |                                                          | Dinamo Kiev                                              |                                                          |                                                          |                                                          |                                                          |
| 10                                                       | Luka Modrić                                              |                                                          |                                                          | Tottenham Hotspur                                        |                                                          |                                                          |                                                          |                                                          |
| 14                                                       | Milan Badelj                                             |                                                          |                                                          | Dinamo Zagreb                                            |                                                          |                                                          |                                                          |                                                          |
| 16                                                       | Tomislav Dujmović                                        |                                                          |                                                          | Real Zaragoza                                            |                                                          |                                                          |                                                          |                                                          |
| 19                                                       | Niko Kranjčar                                            |                                                          |                                                          | Tottenham Hotspur                                        |                                                          |                                                          |                                                          |                                                          |
| 20                                                       | Ivan Perišić                                             |                                                          |                                                          | Borussia Dortmund                                        |                                                          |                                                          |                                                          |                                                          |
| Aanval                                                   |                                                          |                                                          |                                                          |                                                          |                                                          |                                                          |                                                          |                                                          |
| 9                                                        | Nikica Jelavić                                           |                                                          |                                                          | Everton                                                  |                                                          |                                                          |                                                          |                                                          |
| 17                                                       | Mario Mandžukić                                          |                                                          |                                                          | VfL Wolfsburg                                            |                                                          |                                                          |                                                          |                                                          |
| 18                                                       | Nikola Kalinić                                           |                                                          |                                                          | Dnipro Dnipropetrovsk                                    |                                                          |                                                          |                                                          |                                                          |
| 22                                                       | Eduardo da Silva                                         |                                                          |                                                          | Shakhtar Donetsk                                         |                                                          |                                                          |                                                          |                                                          |
| Bondscoach: Slaven Bilić                                 |                                                          |                                                          |                                                          |                                                          |                                                          |                                                          |                                                          |                                                          |

 Albanië ·  Andorra ·  Armenië ·  Azerbeidzjan ·  België ·  Bosnië en Herzegovina ·  Bulgarije ·  Cyprus ·  Denemarken ·  Duitsland ·  Engeland ·  Estland ·  Faeröer ·  Finland ·  Frankrijk ·  Georgië ·  Gibraltar ·  Griekenland ·  Hongarije ·  Ierland ·  IJsland ·  Israël ·  Italië ·  Kazachstan ·  Kosovo ·  Kroatië ·  Letland ·  Liechtenstein ·  Litouwen ·  Luxemburg ·  Malta ·  Moldavië ·  Montenegro ·  Nederland ·  Noord-Ierland ·  Noord-Macedonië ·  Noorwegen ·  Oekraïne ·  Oostenrijk ·  Polen ·  Portugal ·  Roemenië ·  Rusland ·  San Marino ·  Schotland ·  Servië ·  Slovenië ·  Slowakije ·  Spanje ·  Tsjechië ·  Turkije ·  Wales ·  Wit-Rusland ·  Zweden ·  Zwitserland
 Bohemen ·  Bohemen en Moravië ·  Duitse Democratische Republiek ·  Ierland ·  Joegoslavië ·  Servië en Montenegro ·  Tsjecho-Slowakije ·  GOS ·  Saarland ·  Sovjet-Unie
HNS · A-internationals · Selecties · Bondscoaches · Statistieken · Kroatisch vrouwenelftal · Olympisch elftal · Kroatië U21 · Kroatië U20 · Kroatië U19 · Kroatië U18 · Kroatië U17 · Kroatië U16
1940 – 1956 ·
1990 – 1999 ·
2000 – 2009 ·
2010 – 2019 ·
2020 − 2029
EK's: 1996 · 
2000 · 
2004 · 
2008 · 
2012 · 
2016 · 
2020 · 
2024
WK's: 1998 · 
2002 · 
2006 · 
2010 · 
2014 · 
2018 · 
2022
1940 · 
1941 · 
1942 · 
1943 · 
1944 · 
1945–1955 · 
1956 · 
1957–1989 · 
1990 · 
1991 · 
1992 · 
1993 · 
1994 · 
1995 · 
1996 · 
1997 · 
1998 · 
1999 · 
2000 · 
2001 · 
2002 · 
2003 · 
2004 · 
2005 · 
2006 · 
2007 · 
2008 · 
2009 · 
2010 · 
2011 · 
2012 · 
2013 ·  
2014 · 
2015 · 
2016 · 
2017 · 
2018 ·
2019 ·
2020 ·
2021 ·
2022 ·
2023
Albanië ·
Andorra ·
Argentinië ·
Armenië ·
Australië ·
Azerbeidzjan · 
België ·
Bosnië en Herzegovina ·
Brazilië ·
Bulgarije ·
Canada ·
Chili ·
China ·
Cyprus ·
Denemarken ·
Duitsland ·
Ecuador ·
Egypte ·
Engeland ·
Estland ·
Finland ·
Frankrijk ·
Georgië ·
Gibraltar ·
Griekenland ·
Hongarije ·
Hongkong ·
Ierland ·
IJsland ·
Indonesië ·
Iran ·
Israël ·
Italië ·
Jamaica ·
Japan ·
Joegoslavië ·
Jordanië ·
Kameroen · 
Kazachstan ·
Kosovo ·
Letland ·
Litouwen ·
Liechtenstein ·
Mali ·
Malta ·
Marokko · 
Mexico ·
Moldavië ·
Nederland ·
Nigeria ·
Noord-Ierland ·
Noord-Macedonië ·
Noorwegen ·
Oekraïne ·
Oostenrijk ·
Peru ·
Polen ·
Portugal ·
Qatar ·
Roemenië ·
Rusland ·
San Marino ·
Saoedi-Arabië ·
Schotland ·
Senegal · 
Servië · 
Slovenië ·
Slowakije ·
Spanje ·
Tsjechië ·
Tunesië ·
Turkije ·
Wales ·
Wit-Rusland ·
Zuid-Korea ·
Zweden ·
Zwitserland
Argentinië (2018) ·
Argentinië (2022) ·
Australië (2006) ·
België (2022) ·
Brazilië (2006) ·
Brazilië (2014) ·
Brazilië (2022) ·
Denemarken (2018) ·
Duitsland (2008) ·
Engeland (2018) ·
Engeland (2021) ·
Frankrijk (2018) ·
Ierland (2012) ·
IJsland (2018) ·
Italië (2012) ·
Japan (2006) ·
Kameroen (2014) ·
Marokko (2022, 1) ·
Marokko (2022, 2) ·
Mexico (2014) ·
Nigeria (2018) ·
Oostenrijk (2008) ·
Polen (2008) ·
Rusland (2018) ·
Schotland (2021) ·
Spanje (2012) ·
Spanje (2021) ·
Tsjechië (2016) ·
Tsjechië (2021) ·
Turkije (2008) ·
Turkije (2016)